# Trupanea footei
Trupanea footei är en tvåvingeart som beskrevs av Frias 1985. Trupanea footei ingår i släktet Trupanea och familjen borrflugor. Inga underarter finns listade i Catalogue of Life.